# Petavia
Petavia is een geslacht van vlinders van de familie Callidulidae.

## Soorten
- P. attenuata (Moore, 1879)
- P. erycinoides (Walker, 1869)
- P. flavovittata (Moore, 1887)
- P. jucunda (Felder, 1868)
- P. lutensis (Swinhoe, 1892)
- P. mindanensis (Pagenstecher, 1887)
- P. nemoga (Swinhoe, 1909)
- P. petavius (Cramer, 1782)
- P. similis (Pagenstecher, 1887)